# سیارک ۲۵۴۵۷
سیارک ۲۵۴۵۷ (به انگلیسی: 25457 Mariannamao، نامگذاری:1999XH13) بیست و پنج هزار و چهارصد و پنجاه و هفتمین سیارک کشف شده است که در ۵ دسامبر ۱۹۹۹ کشف شد.
قدر مطلق سیارک برابر ۱۳٫۵ است.